# Miklós Fehér
Miklós "Miki" Fehér (20 tháng 9 năm 1979 - 25 tháng 1 năm 2004) là một cầu thủ bóng đá người Hungary từng thi đấu ở vị trí tiền đạo.
Anh đã dành phần lớn sự nghiệp kéo dài 9 năm của mình ở Bồ Đào Nha, đại diện cho 4 câu lạc bộ và ghi tổng cộng 80 trận đấu và 27 bàn thắng cho Primeira Liga. Vào ngày 25 tháng 1 năm 2004, anh qua đời sau một cơn đau tim trong trận đấu giữa Vitória de Guimarães và đội của anh Benfica ở Guimarães.
Fehér đại diện cho Đội tuyển quốc gia Hungary ở cấp độ quốc tế, ra mắt vào năm 1998 khi anh mới 19 tuổi.

## Sự nghiệp câu lạc bộ
Sinh ra tại Tatabánya, Fehér bắt đầu sự nghiệp cầu thủ của mình tại câu lạc bộ Győri ETO, nơi anh được các tuyển trạch viên của Porto phát hiện. Anh đã ký hợp đồng vào năm 1998 nhưng chưa bao giờ thực sự tạo được bước đột phá vào đội một, được cho mượn để tích lũy kinh nghiệm từ năm 20 đến 21 tuổi cho hai đội bóng phía bắc khác, Salgueiros và Braga.
Tại Braga, Fehér có mùa giải chuyên nghiệp tốt nhất, ghi 14 bàn tại Primeira Liga sau 26 trận ở mùa giải 2000–01. Sau khi chủ tịch Porto là Jorge Nuno Pinto da Costa cãi nhau với người đại diện José Veiga, cầu thủ này đã rời đi, gia nhập câu lạc bộ tại Lisbon là Benfica và ghi 8 bàn thắng chính thức trong hai mùa giải.

### Cái chết và di sản

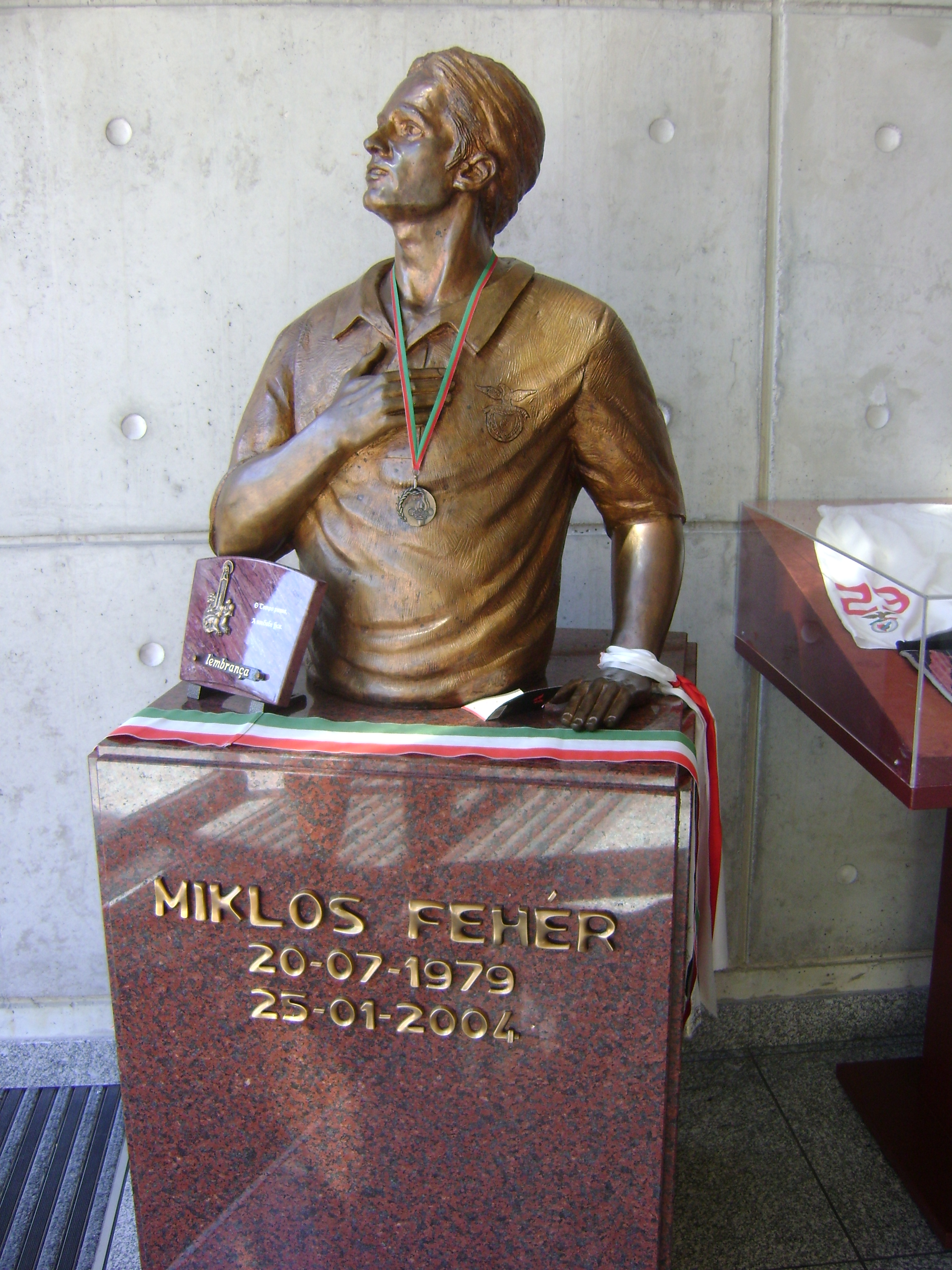
Đài tưởng niệm Fehér tại Estádio da Luz

Vào ngày 25 tháng 1 năm 2004, Fehér đã ở Guimarães để cùng với Benfica thi đấu với Vitória de Guimarães. Trận đấu được truyền hình trực tiếp và Benfica đang dẫn trước 1–0. Fehér vừa vào sân với tư cách là cầu thủ dự bị và kiến tạo cho một cầu thủ khác lập công khi vừa vào sân từ băng ghế dự bị, Fernando Aguiar, ghi bàn thắng duy nhất của trận đấu, nhưng đã nhận một thẻ vàng trong thời gian bù giờ và đột nhiên anh cúi người về phía trước, có vẻ như anh đang rất là đau đớn; sau đó anh ngã ngửa ra đất.
Các thành viên của cả hai đội đã nhanh chóng chạy đến để hỗ trợ Fehér trước khi nhân viên y tế đến sân. Các nhân viên y tế đã được đưa vào sân nhằm thực hiện hồi sức tim phổi, một xe cứu thương đã đến sân và anh ấy đã được đưa đến bệnh viện. Tình trạng của anh ấy đã được các phương tiện truyền thông Bồ Đào Nha đưa tin trong suốt cả ngày và trước nửa đêm, cái chết của anh ấy đã được xác nhận, nguyên nhân tử vong là do rối loạn nhịp tim và do bệnh cơ tim phì đại. Để tưởng nhớ anh, Benfica đã treo vĩnh viễn chiếc áo số 29 mà anh đã mặc khi còn chơi tại câu lạc bộ. Anh được nhiều người nhớ đến bởi cái chết của anh đã gây ra một cú sốc sâu sắc trong làng thể thao Bồ Đào Nha. Trong số những người khác, giám đốc bóng đá Reinaldo Teles của Porto và huấn luyện viên José Mourinho đã bày tỏ lòng kính trọng của họ tại Estádio da Luz, nơi thi thể của cầu thủ này được lưu lại trước khi chôn cất tại quê hương Hungary của anh.
Đoàn đại biểu của Benfica, bao gồm chủ tịch Luís Filipe Vieira, huấn luyện viên Giovanni Trapattoni và toàn bộ đội hình một, đã đến Hungary, trao tặng cha mẹ Fehér huy chương giải vô địch quốc gia 2004–05, để bày tỏ sự tôn trọng đối với cầu thủ này và thời gian anh gắn bó với câu lạc bộ. Trước đó, họ đã dành tặng chiếc cúp Taça de Portugal 2003–04 cho anh ấy.
Vào ngày 9 tháng 10 năm 2009, một ngày trước trận đấu tại vòng loại FIFA World Cup 2010 gặp Bồ Đào Nha tại Lisbon, đội tuyển Đội tuyển quốc gia Hungary đã đặt vòng hoa bên cạnh bức tượng bán thân bằng kim loại của Fehér tại sân nhà của Benfica, để tưởng nhớ đến anh. Trước trận đấu tại UEFA Europa Conference League tại sân vận động nơi anh qua đời, câu lạc bộ tại Hungary là Puskás Akadémia FC đã tưởng nhớ anh vào ngày 20 tháng 7 năm 2022, đúng vào ngày sinh nhật lần thứ 43 của anh.
Khi qua đời, anh mới chỉ 24 tuổi.

## Sự nghiệp quốc tế
Fehér có trận đấu đầu tiên cho Đội tuyển quốc gia Hungary vào ngày 10 tháng 10 năm 1998, trong một trận đấu tại Vòng loại UEFA Euro 2000 gặp Azerbaijan. Anh vào sân thay người ở phút thứ sáu thay cho cho Ferenc Horváth tại Sân vận động Tofiq Bahramov ở Baku, và ghi bàn thắng cuối cùng trong chiến thắng 4–0.
Vào ngày 11 tháng 10 năm 2000, Fehér đã ghi một hat-trick trong chiến thắng 6–1 trên sân khách trước Litva tại vòng loại FIFA World Cup 2002. Tổng cộng, anh đã ghi được 7 bàn thắng sau 25 lần ra sân.

## Thống kê sự nghiệp

### Câu lạc bộ
| Câu lạc bộ          | Mùa giải            | Giải đấu            | Giải đấu | Giải đấu | Cúp quốc gia | Cúp quốc gia | Châu lục | Châu lục | Tổng cộng | Tổng cộng |
| Câu lạc bộ          | Mùa giải            | Hạng đấu            | Trận     | Bàn      | Trận         | Bàn          | Trận     | Bàn      | Trận      | Bàn       |
| ------------------- | ------------------- | ------------------- | -------- | -------- | ------------ | ------------ | -------- | -------- | --------- | --------- |
| Győri ETO           | 1995–96             | Nemzeti Bajnokság I | 8        | 2        |              |              | —        | —        | 8         | 2         |
| Győri ETO           | 1996–97             | Nemzeti Bajnokság I | 29       | 8        |              |              | —        | —        | 29        | 8         |
| Győri ETO           | 1997–98             | Nemzeti Bajnokság I | 25       | 13       |              |              | —        | —        | 25        | 13        |
| Győri ETO           | Tổng cộng           | Tổng cộng           | 62       | 23       |              |              | 0        | 0        | 62        | 23        |
| Porto               | 1998–99             | Primeira Liga       | 5        | 0        | 2            | 0            | 1        | 0        | 8         | 0         |
| Porto               | 1999–2000           | Primeira Liga       | 5        | 1        | 1            | 0            | 2        | 0        | 8         | 1         |
| Porto               | Tổng cộng           | Tổng cộng           | 10       | 1        | 3            | 0            | 3        | 0        | 16        | 1         |
| Porto B             | 1999–2000           | Segunda Divisão     | 4        | 1        | —            | —            | —        | —        | 4         | 1         |
| Porto B             | 2001–02             | Segunda Divisão     | 3        | 1        | —            | —            | —        | —        | 3         | 1         |
| Porto B             | Tổng cộng           | Tổng cộng           | 7        | 2        | 0            | 0            | 0        | 0        | 7         | 2         |
| Salgueiros (mượn)   | 1999–2000           | Primeira Liga       | 14       | 5        | 2            | 1            | —        | —        | 16        | 6         |
| Braga (mượn)        | 2000–01             | Primeira Liga       | 26       | 14       | —            | —            | —        | —        | 26        | 14        |
| Benfica             | 2002–03             | Primeira Liga       | 17       | 4        | 1            | 0            | —        | —        | 18        | 4         |
| Benfica             | 2003–04             | Primeira Liga       | 13       | 3        | 2            | 0            | 4        | 1        | 19        | 4         |
| Benfica             | Tổng cộng           | Tổng cộng           | 30       | 7        | 3            | 0            | 4        | 1        | 37        | 8         |
| Tổng cộng sự nghiệp | Tổng cộng sự nghiệp | Tổng cộng sự nghiệp | 149      | 52       | 8            | 1            | 7        | 1        | 164       | 54        |

### Quốc tế
| Đội tuyển quốc gia | Năm       | Trận | Bàn |
| ------------------ | --------- | ---- | --- |
| Hungary            | 1998      | 3    | 1   |
| Hungary            | 1999      | 5    | 0   |
| Hungary            | 2000      | 4    | 4   |
| Hungary            | 2001      | 3    | 0   |
| Hungary            | 2002      | 7    | 1   |
| Hungary            | 2003      | 3    | 1   |
| Tổng cộng          | Tổng cộng | 25   | 7   |

Điểm số và kết quả liệt kê số bàn thắng của Hungary trước, cột điểm số cho biết điểm sau mỗi bàn thắng của Fehér.
| Số | Ngày                 | Địa điểm                                    | Đối thủ       | Bàn thắng | Kết quả | Giải đấu                      |
| -- | -------------------- | ------------------------------------------- | ------------- | --------- | ------- | ----------------------------- |
| 1  | 10 tháng 10 năm 1998 | Tofiq Bahramov, Baku, Azerbaijan            | Azerbaijan    | 4–0       | 4–0     | Vòng loại UEFA Euro 2000      |
| 2  | 11 tháng 10 năm 2000 | Darius and Girėnas, Kaunas, Lithuania       | Litva         | 2–0       | 6–1     | Vòng loại FIFA World Cup 2002 |
| 3  | 11 tháng 10 năm 2000 | Darius and Girėnas, Kaunas, Lithuania       | Litva         | 3–0       | 6–1     | Vòng loại FIFA World Cup 2002 |
| 4  | 11 tháng 10 năm 2000 | Darius and Girėnas, Kaunas, Lithuania       | Litva         | 5–1       | 6–1     | Vòng loại FIFA World Cup 2002 |
| 5  | 15 tháng 11 năm 2000 | Sân vận động Gradski, Skopje, Bắc Macedonia | Bắc Macedonia | 1–0       | 1–0     | Giao hữu                      |
| 6  | 17 tháng 4 năm 2002  | Oláh Gábor Út, Debrecen, Hungary            | Belarus       | 2–5       | 2–5     | Giao hữu                      |
| 7  | 20 tháng 8 năm 2003  | Fazanerija, Murska Sobota, Slovenia         | Slovenia      | 1–2       | 1–2     | Giao hữu                      |

## Danh hiệu
Porto
- Primeira Liga: 1998–99
- Taça de Portugal: 1999–2000
- Supertaça Cândido de Oliveira: 1998, 1999

Benfica
- Taça de Portugal: 2003–04[15]

Cá nhân
- Cầu thủ trẻ xuất sắc nhất năm của Hungary: 1997
- Giải thưởng Ferenc Puskás: 2000